# Unterseeboot Orzel
Unterseeboot Orzel (polnisch Orzeł – Adler) ist ein auf wahren Tatsachen basierender Kriegsfilm des polnischen Regisseurs Leonard Buczkowski aus dem Jahr 1959.

## Handlung
Die Ostsee im September 1939: Das polnische U-Boot Orzeł läuft in den Hafen der estnischen Hauptstadt Reval und wird dort auf deutschen Druck hin von den estnischen Behörden interniert. Wichtige Ausrüstungsgegenstände, ein Großteil der Munition, die Karten und die Flagge werden konfisziert. Die Besatzung versucht mit allerlei Tricks, die Demontage zu hintertreiben. Kapitänleutnant Grabiński plant eine Flucht quer durch die vom übermächtigen und allgegenwärtigen Feind beherrschte Ostsee. Das einsame polnische U-Boot kann entkommen…

## Historischer Hintergrund
Die reale Vorlage des Filmes ist die Geschichte des polnischen U-Bootes Orzeł.
Die Orzeł lief bei Kriegsbeginn aus, um vor der polnischen Küste zu patrouillieren, musste aber schon zwei Wochen später nach Reval fahren, um den erkrankten Kommandanten Henryk Kłoczkowski (im Film: Kapitän zur See Kozlowski) abzusetzen.
Aufgrund sowjetischen und deutschen Druckes setzte Estland das Boot fest, dessen Besatzung sich unter dem Kommando des Ersten Offiziers Jan Grudziński (im Film: Kapitänleutnant Grabiński) aber befreien und nach Großbritannien durchbrechen konnte.
Die Orzeł wurde auf einer schottischen Basis stationiert, führte mehrere Feindfahrten durch und versenkte am 8. April 1940 den deutschen Truppentransporter Rio de Janeiro, wobei 183 Mann starben. Das U-Boot ging im Mai 1940 wahrscheinlich infolge eines Minentreffers verloren.
Im Film wurde Orzełs baugleiches Schwesterschiff Sęp als Kulisse genutzt.

## Sonstiges
Der Film erschien in mehreren Sprachen unter verschiedenen Titeln:
- Polnisch: Orzeł
- Deutsch: Unterseeboot Orzel (Erstausstrahlung: 24. Februar 1975 auf Fernsehen der DDR 2)
- Englisch: The Eagle
- Schwedisch: Örnen
- Italienisch: Orzel il sommergibile fantasma